# Yulián Anchico
José Yulián Anchico Patiño (Cúcuta, 28 de maio de 1984) é um futebolista profissional colombiano que atua como defensor.

## Carreira
Yulian Anchico fez parte do elenco da Seleção Colombiana de Futebol da Copa América de 2011.